# Lise De Meyst
Lise De Meyst (Dendermonde, 3 augustus 2000) is een Belgisch acro-gymnaste. 

## Levensloop
Ze is de zus van Elyne De Meyst. 
In 2015 werd ze te Mariekerke Belgisch kampioene met een score van 84.300.
In april 2019 behaalde ze samen met Yana Vastavel en Bo Hollebosch brons op de wereldbekerwedstrijd acrobatische gymnastiek te Puurs. In april 2021 won ze samen met Bo Hollebosch en Kim Bergmans de wereldbekerwedstrijd te Sofia en in juli van dat jaar behaalde het trio zilver op het wereldkampioenschap te Genève. Op het EK van dat jaar behaalden ze zilver op de allround en brons op de tempo-oefening.
In 2022 behaalde ze samen met Bo Hollebosch en Kim Bergmans goud op de Wereldspelen in het Amerikaanse Birmingham.